# Mounir Samuel
Mounir Samuel (Amersfoort, 30 september 1989) is een Nederlands politicoloog, publicist, Midden-Oostencorrespondent en auteur met een Egyptische achtergrond.

## Levensloop
Samuel heeft een Egyptische vader en een Nederlandse moeder. Hij werd protestants-christelijk opgevoed, maar omarmde ook zijn koptisch-orthodoxe achtergrond.
Samuel studeerde politicologie aan de Universiteit Leiden en UC San Diego en International Relations and Diplomacy aan de Universiteit Leiden en het Clingendael Instituut. Hij trad voor het eerst in de openbaarheid toen hij tweemaal de eerste prijs Nederlands proza van de El Hizjra-Literatuurprijs won (een literaire prijs voor jongeren met een Marokkaanse/Arabische achtergrond). In 2007 won hij deze voor (een deel van) zijn roman Voorbij de horizon, en in 2008 met een kort verhaal, De laatste slangendans.
Tijdens de revolutie in Egypte, begin 2011, brak hij in de landelijke media door vanwege zijn kennis over dat land en het Midden-Oosten. Ook begon hij met het schrijven van artikelen voor diverse landelijke kranten. Hij werd bekend als regelmatig terugkerend commentator in het programma Pauw & Witteman, waar hij opviel toen hij op 11 februari 2011, de dag van het aftreden van de Egyptische president Hosni Mubarak, buikdanste op tafel. Sindsdien is hij te zien geweest in diverse televisieprogramma's. 
In het voorjaar van 2012 verscheen zijn boek Mozaïek van de Revolutie. Hierin schrijft Samuel over zijn reis die hij na de uitbraak van de Arabische revoluties door het Midden-Oosten maakte en combineert hij persoonlijke ervaringen met historische informatie en analyses over de maatschappelijke ontwikkelingen in de regio. Het boek werd in 2013 genomineerd voor de Bob den Uyl-prijs en vormde de basis voor de documentaire De vrijheid van Tahrir: de revolutie van de jeugd van de VPRO. Ook won hij de Dick Scherpenzeel-aanmoedigingsprijs voor jong journalistiek talent in Nederland en Vlaanderen.
Op 29 juli 2013 deed Samuel in het programma Knevel & Van den Brink een handreiking aan moslims in Nederland en riep hij naar aanleiding van aanhoudende bedreigingen op tot dialoog en vrede. Hij deed de oproep deels in het Arabisch en gaf aan niet islamofoob te zijn. Samuel deed ook uitspraken over de Moslimbroederschap, en werd naar aanleiding van deze uitspraken bedreigd.
Samuel werkte als 'fly-in correspondent' Midden-Oosten en Noord-Afrika voor De Correspondent (midden 2013 tot midden 2014) en De Groene Amsterdammer. Hij verbleef hiervoor vaak langere tijd bij mensen thuis en nam zo goed als mogelijk de couleur locale aan. Zo maakte hij ook een reportage over het leven van Afro-Amerikanen in achterstandswijken in New York, nadat hij enkele maanden in een achterstandswijk in Brooklyn verbleef. Zijn werk werd tot tweemaal toe bekroond met de hoogste journalistieke onderscheiding in Nederland en Vlaanderen voor correspondenten onder de dertig jaar. 
Samuel richt zich voor De Groene Amsterdammer op sociale revoluties en maatschappelijke verandering. Ook publiceert hij regelmatig in NRC Handelsblad. In september 2016 verscheen zijn literaire debuut Liefde is een rebelse vogel. In 2017 schreef hij op de website van De Groene Amsterdammer een verslag van zijn deelname aan de ramadan, dat viraal ging. In zijn boek God is groot schreef hij over zijn ervaringen en de impact van de islam op mens en samenleving.
Zijn boek Je mag ook niets meer zeggen - Een nieuwe taal voor een nieuwe tijd verscheen op 20 september 2023 bij uitgeverij Nieuw Amsterdam. De reacties op het boek waren wisselend. Het boek werd genomineerd voor de Taalboekenprijs, een prijs die sinds 2019 jaarlijks wordt toegekend door Genootschap Onze Taal, het Algemeen-Nederlands Verbond en dagblad Trouw.

## Persoonlijk
Mounir Samuel is geboren als Mounira Cornelia Theodora Samuel en was tot 2015 bekend als Monique Samuel. Samuel trouwde in december 2008 met een man, maar viel al vanaf vijftienjarige leeftijd op vrouwen/meisjes en besloot in het voorjaar van 2011 tot een scheiding en om, in eigen woorden, "met beide benen uit de kast" te komen. Hij maakte in juni 2015 bekend genderqueer te zijn en voortaan als man door het leven te gaan. Hij gaf aan zijn naam te veranderen van zijn vroegere officiële voornaam Mounira in Mounir.
Op zijn dertiende kreeg Samuel de oogziekte ziekte van Stargardt, een jeugdvariant van maculadegeneratie waardoor zijn zicht steeds verder achteruit gaat en in 2023 nog zo'n 8% was.

## Publicaties
| Jaar | Titel                                                                                  | Uitgever               | ISBN              | Notitie                              |
| ---- | -------------------------------------------------------------------------------------- | ---------------------- | ----------------- | ------------------------------------ |
| 2009 | Voorbij de horizon                                                                     | Timotheüs, Harderwijk  | 978-90-79895-01-4 | Roman                                |
| 2009 | Bruiswater - Mĳn ontdekkingen met God                                                  | Jes!, Zoetermeer       | 978-90-239-2359-6 |                                      |
| 2010 | Allah weet het beter - Wie ben je als je moslims ontmoet?                              | Jes!, Zoetermeer       | 978-90-239-2464-7 | Met Cees Rentier                     |
| 2011 | Zonder verhalen kan ik niet leven - Prikkelende columns over het leven van elke dag    | Ark Media, Amsterdam   | 978-90-338-1956-8 |                                      |
| 2012 | Mozaïek van de Revolutie - Een kijkje achter de voordeur van mijn nieuwe Midden-Oosten | De Geus,Breda          | 978-90-445-1946-4 | Met een voorwoord van Petra Stienen. |
| 2012 | Dagboek van een zoekend christen                                                       | Ark Media, Amsterdam   | 978-90-338-0005-4 |                                      |
| 2014 | Uitgesproken - 40 teksten waar je stil van wordt                                       | Ark Media, Amsterdam   | 978-90-338-0065-8 |                                      |
| 2015 | Dansen tussen golven traangas                                                          | Querido, Amsterdam     | 978-90-451-1725-6 |                                      |
| 2016 | Liefde is een rebelse vogel                                                            | Jurgen Maas, Amsterdam | 978-94-91921-25-4 |                                      |
| 2018 | God is groot - Eten, bidden, beminnen met moslims                                      | Jurgen Maas, Amsterdam | 978-94-91921-46-9 |                                      |
| 2022 | Jona zonder walvis - Een profetie voor Nederland                                       | Nieuw Amsterdam        | 978-90-46829-80-6 |                                      |
| 2023 | Je mag ook niets meer zeggen - Een nieuwe taal voor een nieuwe tijd                    | Nieuw Amsterdam        | 978-90-46832-33-2 |                                      |
| 2024 | Nederland voor de nederlanders - mijn antwoord op (extreem)rechts                      | Nieuw Amsterdam        | 978-90-46833483   |                                      |

### Bijdragen
| Jaar | Titel                                                              | Uitgever                              | ISBN              | Notitie                                                                             |
| ---- | ------------------------------------------------------------------ | ------------------------------------- | ----------------- | ----------------------------------------------------------------------------------- |
| 2009 | Boek van Belang                                                    | Amsterdam Wereldboekenstad, Amsterdam | 978-90-70532-40-6 | Door Laurentien Brinkhorst en anderen, in het kader van Amsterdam Wereldboekenstad. |
| 2010 | De crux: Christenen over de kern van hun geloof                    | Buijten & Schipperheijn, Amsterdam    | 978-90-588-1501-9 | Door Cees Dekker en Reinier Sonneveld en anderen                                    |
| 2010 | De kerk is dood, leve de koning: toekomst van de kerk in Nederland | Kok, Kampen                           | 978-90-435-1809-3 | Door Otto de Bruijne en Stijn Postema en anderen                                    |
| 2011 | WTF?! Volwassen worden na elf september                            | Prometheus, Amsterdam                 | 978-90-446-1784-9 | Door Hassan Bahara en Patrick Pouw en anderen                                       |
| 2015 | Het F-boek: feminisme van nu in woord en beeld                     | Atria, Amsterdam en Spectrum, Houten  | 978-90-003-4502-1 | Door Renée Römkens en anderen                                                       |